# Trakénský kůň

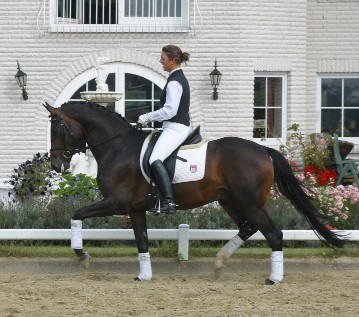
Trakénský kůň na aukci v Neumünsteru, 2004

Trakénský kůň je lehké teplokrevné plemeno původem z bývalé provincie Východní Prusko, kde bylo vyšlechtěno na státní plemenářské stanici ve městě Trakehnen, dnes Jasná Poljana v Kaliningradské oblasti. Odtud také pochází jeho jméno. Stanici založil v roce 1731 pruský král Fridrich Vilém I. Fungovala až do roku 1944, kdy oblast Východního Pruska zabrala rudá armáda a město bylo přejmenováno na Jasnou Poljanu.